# Mejdan - Obilićevo
Mejdan - Obilićevo är en del av en befolkad plats i Bosnien och Hercegovina.   Den ligger i entiteten Republika Srpska, i den nordvästra delen av landet, 140 km nordväst om huvudstaden Sarajevo. Mejdan - Obilićevo ligger 161 meter över havet och antalet invånare är 5 400.
Terrängen runt Mejdan - Obilićevo är huvudsakligen kuperad, men norrut är den platt. Mejdan - Obilićevo ligger nere i en dal. Runt Mejdan - Obilićevo är det ganska tätbefolkat, med 67 invånare per kvadratkilometer.. Närmaste större samhälle är Banja Luka, 1,4 km norr om Mejdan - Obilićevo. 
Runt Mejdan - Obilićevo är det i huvudsak tätbebyggt.